# La Chapelle-Gonaguet
La Chapelle-Gonaguet é uma comuna francesa na região administrativa da Nova Aquitânia, no departamento Dordonha. Estende-se por uma área de 19 km². Em 2010 a comuna tinha 1 080 habitantes (densidade: 56,8 hab./km²).